# Andrea Cassarà
Andrea Cassarà (Brescia, 3 gennaio 1984) è un ex schermidore italiano, specializzato nel fioretto e tesserato per la società C.S. Carabinieri.
Campione Europeo Individuale di fioretto 4 volte (Mosca, Zalaegerszeg, Kiev e Montreux), Campione Mondiale individuale a Catania, Campione Olimpico a Squadre a Atene e Londra, ad Atene 2004 conquista anche il bronzo individuale. Ha vinto 5 Coppe del Mondo di fioretto (3 delle quali consecutive: 2011, 2012, 2013) 6 Campionati del Mondo a Squadre e 5 Campionati Europei a Squadre. È allenato dal Maestro Eugenio Migliore. Seguito nella preparazione atletica fino al 2021 da Cristiano Durante. È detentore del record di vittorie in gare di coppa del mondo di fioretto avendo vinto il maggior numero di gare di coppa del mondo in tutta la storia del fioretto.

## Biografia
Il 17 settembre 2016 si è sposato con Elisa Albini.

## Carriera
Le vittorie di Andrea Cassarà iniziano agli europei 2002 quando vince, a soli 18 anni, il titolo di campione europeo di fioretto individuale e a squadre.
Ha vinto la medaglia d'oro nel torneo di fioretto a squadre alle Olimpiadi di Atene 2004 (in squadra con Simone Vanni e Salvatore Sanzo) a soli 20 anni, e la medaglia di bronzo nella gara individuale nello stesso torneo dove, probabilmente a causa della troppa impulsività e gioventù, si arrese in semifinale al francese Brice Guyart con il punteggio di 15-14 dopo essere stato a lungo in vantaggio.
Ha vinto la coppa del mondo di fioretto nel 2006. Il 5 luglio 2008 a Kiev si è laureato campione europeo individuale di fioretto battendo in finale 15-9 il britannico Laurence Halsted (che nei quarti aveva sconfitto l'altro azzurro Andrea Baldini).
Pochi giorni dopo, il 9 luglio, vince un nuovo oro nella competizione a squadre assieme ad Andrea Baldini e Stefano Barrera; è Cassarà a fare subito un break di 5-0 e, dopo che Baldini e Barrera mantengono il vantaggio, Cassarà infila un break finale di 6-0 permettendo così di sconfiggere la Polonia per 45-30.
A causa dei nuovi regolamenti, nell'Olimpiade di Pechino non vi era la gara a squadre di fioretto maschile. Pertanto potevano partecipare al massimo due atleti per ogni paese. Questo ha portato a una forte competizione fra gli atleti italiani. Fino al Grand Prix di San Pietroburgo di aprile, ultima gara utile per la qualificazione, Cassarà era nettamente in vantaggio su Salvatore Sanzo per la conquista del secondo posto olimpico (il primo era saldamente nelle mani di Baldini). In questa gara, però, Sanzo e Cassarà si scontrarono ai quarti di finale, e la vittoria di Sanzo (che arrivò poi al secondo posto in quella gara) gli valse la qualificazione, e comportò l'esclusione di Cassarà. Tuttavia, il 1º agosto, Andrea Baldini fu trovato positivo al controllo antidoping (accusa dalla quale fu poi prosciolto): fu quindi escluso dalla selezione olimpica e lasciò il posto proprio ad Andrea Cassarà.
Vince l'oro nel fioretto individuale ai Mondiali di Catania 2011, battendo l'altro italiano Valerio Aspromonte in un finale conclusasi 15-14.
Nel 2012 partecipa ai Giochi della XXX Olimpiade di Londra. Campione del mondo in carica, si è arreso ai quarti di finale per 15-10 all'egiziano Alaaeldin Abouelkassem, che si è qualificato così per le semifinali. Tuttavia, il 5 agosto vince il torneo di fioretto a squadre (assieme ad Andrea Baldini, Giorgio Avola e Valerio Aspromonte) replicando il successo del 2004. Vince anche la Coppa del mondo 2012 di fioretto e sempre nel 2012 stabilisce il record mondiale di vittorie in coppa del mondo (superando l'italiano Salvatore Sanzo che era a quota 21 vittorie) portando il totale delle sue vittorie a 23, bottino poi incrementato.
Nel 2014 vince nel fioretto a squadre l'argento agli Europei di Strasburgo e il bronzo ai Mondiali di Kazan. Vince per la quarta volta l'oro nel fioretto individuale agli Europei di Montreux 2015, battendo l'altro italiano Daniele Garozzo in una finale conclusasi 15-11. Ai Mondiali di Mosca 2015 ha vinto nel fioretto a squadre la medaglia d'oro. Vince l'oro a squadre nel fioretto ai Mondiali di Scherma di Lipsia 2017. Vince l'oro a squadre nel fioretto anche ai Mondiali di Scherma di Wuxi 2018.

## Procedimenti giudiziari
Nel febbraio 2025 è stato condannato in primo grado per ingerenza illecita volontaria nella vita pubblica, dopo essere stato accusato di aver tentato di filmare di nascosto con il cellulare due ragazze di 16 anni che stavano facendo la doccia al centro sportivo San Filippo di Brescia, in Italia, e condannato a un anno e quattro mesi di reclusione.

## Palmarès
In carriera ha ottenuto i seguenti risultati:
Giochi olimpici
Individuale
- Bronzo nel fioretto ad Atene 2004

A squadre
- Oro nel fioretto ad Atene 2004
- Oro nel fioretto a Londra 2012

Mondiali
Individuale
- Oro nel fioretto a Catania 2011
- Bronzo nel fioretto a L'Avana 2003

A squadre
- Oro nel fioretto a L'Avana 2003
- Oro nel fioretto a Pechino 2008
- Oro nel fioretto ad Antalia 2009
- Oro nel fioretto a Budapest 2013
- Oro nel fioretto a Mosca 2015
- Oro nel fioretto a Lipsia 2017
- Oro nel fioretto a Wuxi 2018
- Argento nel fioretto a Lipsia 2005
- Argento nel fioretto a Parigi 2010
- Bronzo nel fioretto a Torino 2006
- Bronzo nel fioretto a Kazan' 2014
- Bronzo nel fioretto a Budapest 2019

Mondiali militari
Individuale
A squadre
- Oro nel fioretto ad Acireale 2017

Europei
Individuale
- Oro nel fioretto a Mosca 2002
- Oro nel fioretto a Zalaegerszeg 2005
- Oro nel fioretto a Kiev 2008
- Oro nel fioretto a Montreux 2015
- Argento nel fioretto a Sheffield 2011

A squadre
- Oro nel fioretto a Mosca 2002
- Oro nel fioretto a Zalaegerszeg 2005
- Oro nel fioretto a Plovdiv 2009
- Oro nel fioretto a Lipsia 2010
- Oro nel fioretto a Sheffield 2011
- Oro nel fioretto a Legnano 2012
- Argento nel fioretto a Strasburgo 2014
- Argento nel fioretto a Toruń 2016
- Argento nel fioretto a Novi Sad 2018
- Bronzo nel fioretto a Düsseldorf 2019

Coppa del mondo
Individuale
- nella classifica generale del fioretto 2005-06
- nella classifica generale del fioretto 2007-08
- nella classifica generale del fioretto 2010-11
- nella classifica generale del fioretto 2011-12
- nella classifica generale del fioretto 2012-13

A squadre
Universiadi
Individuale
- Bronzo nel fioretto a Smirne 2005

A squadre
- Argento nel fioretto a Smirne 2005

Campionati Italiani Assoluti
Individuale
- Oro nel fioretto a Conegliano 2002
- Oro nel fioretto a Jesi 2008
- Oro nel fioretto a Roma 2016
- Oro nel fioretto a Palermo 2019
- Argento Argento nel fioretto a Roma 2003
- Bronzo Bronzo nel fioretto a Padova 2004
- Bronzo Bronzo nel fioretto ad Assisi 2005

A squadre
- Oro nel fioretto a Roma 2003
- Oro nel fioretto a Padova 2004
- Oro nel fioretto ad Assisi 2005
- Oro nel fioretto a Torino 2006
- Oro nel fioretto a Jesi 2008
- Oro nel fioretto a Tivoli 2009
- Oro nel fioretto ad Acireale 2014
- Argento nel fioretto a Conegliano 2002
- Argento nel fioretto a Siracusa 2010
- Bronzo nel fioretto nel 2001
- Bronzo nel fioretto a Livorno 2011

### Altri risultati
Mondiali giovani
Individuale
- Argento nel fioretto a Trapani 2003
- Bronzo nel fioretto ad Adalia 2002

A squadre
- Oro nel fioretto a Trapani 2003
- Argento nel fioretto a Plovdiv 2004

Mondiali cadetti
Individuale
- Oro nel fioretto a Danzica 2001
- Bronzo nel fioretto a South Bend 2000

Europei giovani
Individuale
- Argento nel fioretto a Conegliano 2002

A squadre
- Argento nel fioretto a Conegliano 2002

- Campionati italiani cadetti:

 Oro individuale nel 2000
 Oro individuale nel 2001
- Campionati italiani giovani:

 Bronzo individuale nel 2001
 Argento individuale nel 2002
 Oro individuale nel 2003